# Drew Hayes
Drew Hayes (Lawrence Andrew Hayes, 20 juillet 1969 – 21 mars 2007) était dessinateur et scénariste de bandes dessinées, plus connu pour être le créateur de la série de comics indépendants Poison Elves.

## Biographie
Hayes a commencé la publication à compte d'auteur de I, Lusiphur sous le label Mulehide Graphics en 1991. Il changea le titre de la série en Poison Elves au numéro 8 et continua ainsi jusqu'au 20. À cette époque il fut un exemple éminent parmi les auteurs distribuant eux-mêmes leurs comics en noir et blanc sur le marché direct (Direct market, sans intermédiaires).
En 1995, il signa un “contrat à vie” confiant la gestion de la série à Sirius Entertainment, chez qui il publia encore 79 numéros et un numéro spécial en couleurs. Pendant cette période, il disputa un mémorable conflit fictif avec un autre créateur : Brian Michael Bendis dans les pages de courrier des lecteurs de leurs publications respectives. Le dernier numéro de Poison Elves de Drew Hayes fut publié chez Sirius en septembre 2004. L'intégralité est réunie dans dix ouvrages reliés (Poison Elves paperbacks). Cosmic Therapy constitue la vitrine officielle de la série Poison Elves.
Hayes a souffert de sérieux problèmes de santé qui l'ont empêché de poursuivre son travail. Il était en surpoids, a subi des lésions au cœur dues à une apnée du sommeil et a dû être hospitalisé plusieurs fois. Il avait commencé à organiser son retour à la création de nouveaux épisodes de Poison Elves mais est mort avant, d'une pneumonie à l'âge de 37 ans.
Hayes a laissé derrière lui une fille de 14 ans. Sa mère, Sharon, a créé une fondation à son nom (la Drew Hayes Memorial Fund) pour financer les études de sa fille.

## Publications

### Poison Elvescomics
- I, Lusiphur/Poison Elves
- Poison Elves Overstreet Fan Edition
- Lusipher and Lirilith
- Requiem for an Elf
- Traumatic Dogs
- Desert of the Third Sin
- Patrons
- The Mulehide Years (collection des vol 1-4)
- Sanctuary
- Guild War
- Salvation
- Rogues

### Poison Elves, autres formats
- “Season in the Sun“ (poster)
- “The Pub Scene“ (impression couleur)
- “Hyena“ (impression N&B)
- “Dryad“ (impression couleur)
- “Cover Prints“
- “Strange Attractors/Poison Elves Jam Poster“ - avec Michael Cohen.
- Poison Elves T-shirts (quatre motifs différent)
- Poison Elves Limited Edition Portfolio I - Un lot de six planches reprenant des couvertures des numéros période Mulehide et une planche inédite.
- cartes à collectionner Poison Elves

### Illustrations publiées dans d'autres comics
- Hunters publié dans Elfquest -- Hidden Years, #10, Blood of Ten Chiefs #4, et New Blood #13.
- Necromancer #3
- Moon Marauders (pinup)
- Strange Attractors #6-#8 (couleurs de la couverture)
- Drew Fiend's Rare Bit Haze (apparition dans Roarin' Rick's Rare Bit Fiends #5)
- G.A.S.P. contains excerpt from Poison Elves #17
- Indy #10 (cover art with Barry Blair (en))
- Wandering Star #9 (pinup art)
- Overstreet's Fan #7 (illustration de Lusiphur en couverture.)
- Overstreet's Fan #10 (couverture))
- The Crow (publié dans Mythography #1)

### Travaux divers
- “Lady Death Chromium II“ (carte #64)
- “Strangers in Paradise Card Set“ (carte #76)